# Hubert Clément
Pour les articles homonymes, voir Clément.
Hubert, Benjamin Clément (né le 14 décembre 1915 à Sidi Bel Abbès, mort le 26 février 2012) est un militaire français, sous-officier de la Gendarmerie nationale. Sa renommée provient de l'embuscade d'Azail durant la Guerre d'Algérie où il s'illustra bien que grièvement blessé d'une balle à la tête en résistant à une Katiba entière d'une centaine de combattants du FLN dans la nuit du 25 novembre 1955.

## Biographie
Appelé de la classe 1936 dans l'Armée de l'air, il sert au Maroc jusqu'en 1938 et parvient au grade de Caporal en 1940. Rendu à la vie civile, il reprend ensuite part aux combats de la Seconde Guerre mondiale à partir du 20 avril 1944 au sein de l'armée d'Afrique en étant versé au groupe de bombardement Bretagne des Forces aériennes françaises libres à Oran. 
Nommé sergent en 1944, il sert aux côtés d'Emmanuel Roblès et effectue plusieurs missions de guerre embarqué sur B-24 Liberator et B-26 Marauder. Il arrive en Sardaigne le 3 juillet 1944 et participe à la libération de la France avec la 1re armée Française après avoir participé à des missions de bombardement sur l'Italie du nord. 
Il est démissionnaire de l'Armée de l'Air en 1945, et bien qu'étant âgé de 30 ans et proche de la limite d'âge, il parvient à intégrer la Gendarmerie nationale en 1946 et se classe premier de sa promotion d'instruction. En 1947 il sollicite la réouverture d'une enquête pour homicide contre l'avis de sa hiérarchie et démasque le véritable auteur du crime pour lequel un innocent était incarcéré et reçoit les remerciements du Ministre. Proposé une première fois à l'avancement en 1950, il refuse sa promotion. Nommé commandant par intérim d'une brigade isolée, à proximité de la frontière algéro-marocaine, dans un territoire sous tension, avec un niveau de sécurité critique, il est en définitive promu au grade supérieur le 1er novembre 1955 . Candidat à l'examen d'Officier de police judiciaire, il se classe premier à la session d'examen. 
Organisant régulièrement des embuscades, et anéantissant une partie des réseaux de la Wilaya V en 1956, ses résultats de guerre sont exceptionnels. En janvier 1956, il parvient à arrêter Benaouda Benzerdjeb, chef de réseau du FLN. Le 25 novembre 1955, il est grièvement blessé par une balle à la tête lors d'une embuscade de nuit à Tlemcen mais parvient à échapper à l'encerclement d'une centaine de combattants de l'ALN. Il reçoit la Médaille de la Gendarmerie nationale avec grenade de bronze (no 206 - Livre d'Or de la Gendarmerie) en 1956 et une Croix de la Valeur militaire avec étoile de Vermeil en 1957, échappant au total à trois tentatives d'assassinat sur sa personne, sa tête étant mise à prix par les rebelles. Rapatrié à Oran, il reçoit la Médaille militaire et est promu adjudant.  
Volontaire pour rester en Algérie après les accords d'Évian, il reçoit une nouvelle Croix de la Valeur militaire avec étoile de bronze en 1962.  
Rapatrié en France en 1963, il obtient les galons d'adjudant-chef. 
Retraité, il est rappelé au service lors des évènements de mai 1968, il reçoit l'ordre national du mérite.

## Embuscade d'Azail
« Le 25 novembre 1955, deux gradés et trois gendarmes de la brigade de Sebdou tombent dans une embuscade tendue par des rebelles. Le commandant de section de gendarmerie donne l'ordre de conduire le 25 novembre 1955 cinq militaires vers Beni Bahdel pour participer à une opération de police qui devait avoir lieu le lendemain.Vers 18 h 30 après la tombée de la nuit, sur le chemin du retour, le premier véhicule dans lequel a pris place le chef de patrouille Hubert Clément roule en tête, suivi du second véhicule. Soudain après un virage accentué, des rafales d'armes automatiques tirées de derrière les rochers de part et d'autre de la route, atteignent les deux véhicules. Ses pneus crevés, le premier véhicule quitte la route, et après s'être retourné à plusieurs reprises, s'immobilise au fond d'un ravin. Dès les premières rafales qui ont touché le premier véhicule le maréchal des logis-chef a été touché par une balle de Thompson sur le côté gauche de la tête. Son chauffeur lui est blessé à la main gauche et au front.Les occupants du second véhicule ripostent de leurs armes et traversent la route sous le feu ennemi pour rejoindre le premier véhicule d'où ne leur parvient aucun signe de vie. Ils réussissent et constatent que leur chef de patrouille est inconscient et saigne abondamment de la tête. Une fois que le maréchal des logis-chef Clément eut repris ses esprits il ordonna la riposte des armes de son groupe. Le combat dure une vingtaine de minutes. Le groupe de militaires réussissent à abattre plusieurs adversaires et à récupérer un fusil-mitrailleur ennemi. Mais les chargeurs de pistolets-mitrailleurs étant presque épuisés et en raison de la très forte supériorité numérique de l'adversaire, ils décident de tenter une percée et de regagner Sebdou. Bien que très grièvement blessé le maréchal des logis-chef Hubert Clément participa à l'affrontement et organisa la riposte. C'est alors une longue et difficile marche de plus de deux heures qui commence pour les cinq gendarmes et plus particulièrement les blessés pour qui elle sera pénible. Soutenant tour à tour le maréchal des logis-chef Clément, ils y arrivent vers 22 heures. Les deux blessés sont alors emmenés chez le médecin local. La gravité de la blessure du maréchal des logis-chef Clément impose une admission à l’hôpital militaire de Tlemcen vers minuit. Le chirurgien diagnostiquera « plaie par balle du crâne, le projectile après avoir traversé le pare-brise est venu se loger dans la tempe gauche du blessé sans traverser le crâne ». Le chirurgien réussira à extraire la balle du crâne »

— Rapport du commandant de compagnie de Tlemcen - Service historique de la Défense
. 
Gradés et gendarmes présents lors de l'affrontement :
- Maréchal des logis chef Clément (chef de patrouille) : passager véhicule no 1 (blessé) ;
- Maréchal des logis chef Schmit : passager véhicule no 2 ;
- Gendarme Bayeux : conducteur du véhicule no 1 (blessé) ;
- Gendarme Huguet : conducteur du véhicule no 2 ;
- Gendarme Hauret-Clos : passager véhicule no 2.

## Distinctions
| Médaille militaire                                                          |
| Ordre national du Mérite                                                    |
| Croix de la Valeur militaire                                                |
| Médaille de la Gendarmerie nationale .                                      |
| Croix du combattant                                                         |
| Médaille commémorative française de la guerre 1939-1945                     |
| Médaille commémorative de la campagne d'Italie (1943-1944)                  |
| Médaille commémorative des opérations de sécurité et de maintien de l'ordre |
| Médaille des blessés de guerre                                              |